# Cabernet Franc

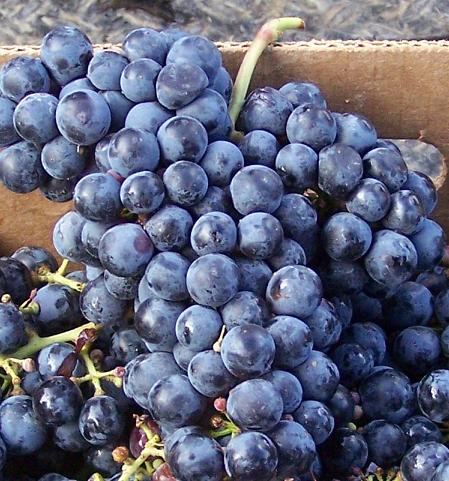

Cabernet franc är en blå fransk vindruva av arten Vitis vinifera. Druvan är nära besläktad med cabernet sauvignon både genetiskt och smakmässigt. Cabernet franc är vanlig i mindre mängd i bordeauxviner, men förekommer sällan ensam i viner därifrån. I bordeauxvinet Cheval Blanc förekommer den till strax över 60 procent. Druvan är också vanlig i Loireviner (Frankrike), exempelvis från Chinon och Bourgueil, och i Kalifornien (USA).

## Historia
Cabernet Franc tros ha etablerat sig i sydvästra Frankrike på 1600-talet när kardinal Richelieu transporteras sticklingar till Loiredalen. De planterades vid klostret Bourgueil där en abbot nämnd Breton (numera synonym för druvan) tog sig an plantorna. Under 1700-talet hade cabernet franc spridit sig till Bordeaux och distrikt såsom St-Emilion, Pomerol och Fronsac. Bourgueil gör, tillsammans med Chinon, för övrigt fortfarande druvrena viner på druvan.
Det har ända sedan cabernet sauvignon blev populär på 1700-1800-talen funnits teorier om ett nära släktskap då druvorna, och dess viner, uppvisar stora likheter. Redan 1997 visade man slutligen med DNA-teknik att cabernet franc tillsammans med sauvignon blanc är föräldrar till just cabernet sauvignon.  Sedan dess har man visat att cabernet franc är förälder även till merlot och carmenere, och dessutom nära släkt (förälder eller avkomma) till de två baskiska druvsorterna Morenoa respektive Txakoli.  Med andra ord så är cabernet franc en än viktigare bordeauxdruva än vad dess förekomst visar.

## Smak
Cabernet franc delar mycket av sin arom- och smakprofil med cabernet sauvignon. Röda och mörka bär, åt hallon och svartvinbärsblad, paprika, cederträ och gräs. Enklare viner drar mer åt hallon medan tyngre viner är strävare och går mer mot svartvinbärsblad.
Paprikatonen är lite av ett kännetecken för viner i cabernetfamiljen och cabernet franc delar denna med sina "barn" cabernet sauvignon och merlot. Man brukar säga att karaktären framträder främst vid låg mognadsgrad och då vid odling i kallare områden. Paprikatonen kan härledas till den enskilda substansen metoxyisobutylpyrazin (MIPD).